# FK Náchod
FK Náchod je fotbalový klub z Náchoda, který hraje v sezóně 2025/26 Divizi C, 4. nejvyšší soutěž.

## Historie
Fotbal má v Náchodě dlouholetou tradici již od roku 1901. Je to jeden z historicky nejúspěšnějších oddílů bývalého východočeského kraje. Klub byl oficiálně založen 27. března 1901 na první řádné valné hromadě v náchodském hotelu “U Beránka“ jako SK Náchod a před druhou světovou válkou byl stabilním účastníkem nejvyšší Československé ligy, ve které se nejlépe umístil na šestém místě v sezónách 1930/31, 1935/36 a 1937/38.
Zajímavostí je, že fotbalisté Náchoda, jako první český fotbalový tým hráli v Anglii. Jedním z největších úspěchů je přátelský zápas s jedním z nejlepších týmů světa – FC Barcelonou.
V meziválečném období patřil tento klub k elitě v rámci celé republiky. V poválečném období sláva trochu povadla, ale i tak patřil oddíl k nejlepším v kraji.
Po další změně společenských poměrů, v roce 1994 se oddíl přejmenoval na SK a od 1.7.2001 vznikl společný projekt sousedních klubů s názvem FK Náchod-Deštné. Tento tým se probojoval až do ČFL, kde působil do sezóny 2008/2009. Po sestupu do divize hraje Náchod v poklidném středu tabulky a věnuje se hlavně mládeži. Má 14 týmů, z toho 2 týmy mužů, ostatní je mládež.
Klub má k dispozici 2 travnaté plochy v Bělovsi, z toho druhá je umělá tráva třetí generace, po domluvě přístupná i pro veřejnost.
Před začátkem ročníku 2011/12 se klub znovu osamostatnil a hraje pod názvem FK Náchod.

## Významní hráči
- Vladimír Bělík (AFK Vršovice, Viktoria Žižkov, AC Sparta Praha, SK Libeň), 2x reprezentoval
- Štefan Bíro (SK Baťa Zlín, Slovan Bratislava), 1x reprezentoval
- Václav Brabec-Baron, (AC Sparta Praha, AFK Vršovice, Olympique Alès, SK Kladno), 1x reprezentoval
- Mário Martini, (MŠK Žilina)
- Karel Havlíček, (SK Hradec Králové, FK Jablonec)
- Radovan Hromádko (FK Jablonec, Maccabi Haifa), 2x reprezentoval
- Jindřich Jindra (Spartak Hradec Králové), 2x reprezentoval
- Bohumil Joska (Viktoria Žižkov, Nuselský SK, SK Slavia Praha), 1x reprezentoval
- Lukáš Killar (Polonia Bytom)
- Rudolf Kos (SK Prostějov, SK Baťa Zlín), 2x reprezentoval
- Ing. Václav Kotal (AC Sparta Praha, FC Hradec Králové, Omonia Aradippou), trenér Sparta Praha, FK Jablonec, FC Hradec Králové, FC Zbrojovka Brno nebo FK Viktoria Žižkov
- Pavel Krmaš (SC Freiburg)
- Karel Kudrna (AC Sparta Praha, Montpellier HSC, OGC Nice)
- František Kuchta (AC Sparta Praha, Nîmes Olympique, SK Kladno, SK Prostějov), nejlepší ligový střelec Náchoda – 53 ligových gólů
- Vratislav Lokvenc (AC Sparta Praha, 1. FC Kaiserslautern, VfL Bochum, FC Red Bull Salzburg, FC Basel 1893), 74x reprezentoval
- František Mareš, (Viktoria Žižkov), 1x reprezentoval
- Václav Morávek, (Baník Ostrava), 10x reprezentoval Československo, i když v té době chytal v Náchodě jen druhou ligu
- František Nejedlý (SK Kladno, SK Židenice, SK Baťa Zlín), 1x reprezentoval
- Oldřich Nývlt (Nîmes Olympique, SK Židenice, Servette Ženeva), 1x reprezentoval
- Jan Pázler (FC Slovan Liberec, FK Viktoria Žižkov, FC Hradec Králové, FK Dukla Praha), 3x reprezentoval ČR pod 21 let
- Ferenc Szedlacsek (DFC Prag), 2x reprezentoval
- Ivo Ulich, (SK Slavia Praha, Borussia Mönchengladbach, Vissel Kóbe), 8x reprezentoval
- Martin Vejprava (SK Hradec Králové, FK Jablonec)
- Jiří Vondráček, (Slavia Praha), 1x reprezentoval ČR pod 21 let
- Vilém Zlatník (SK Plzeň), 2x reprezentoval

## Minulé sezony
- 1930/31 – 1. asociační liga – 6. místo
- 1931/32 – 1. asociační liga – 7. místo
- 1932/33 – 1. asociační liga – 7. místo
- 1933/34 – 1. asociační liga – 10. místo – sestup
- 1934/35 – Divize – 1. místo – postup
- 1935/36 – Státní liga – 6. místo
- 1936/37 – Státní liga – 8. místo
- 1937/38 – Státní liga – 6. místo
- 1938/39 – Státní liga – 10. místo
- 1939/40 – Národní liga – 11. místo – sestup
- 1950 – Celostátní československé mistrovství II 1950 – 11. místo
- 1962/63 – 2. československá fotbalová liga 1962/63 sk. B – 7. místo
- 1964/65 – 2. československá fotbalová liga 1964/65 sk. B – 13. místo – sestup
- 1969/70 – Národní fotbalová liga 1969/70 – 8. místo
- 1970/71 – Národní fotbalová liga 1970/71 – 13. místo
- 1971/72 – Národní fotbalová liga 1971/72 – 9. místo
- 1972/73 – Národní fotbalová liga 1972/73 – 15. místo – sestup
- 1975/76 – Národní fotbalová liga 1975/76 – 16. místo – sestup
- 1980/81 – Česká národní fotbalová liga 1980/81 – 16. místo – sestup
- 1981/82 – 2. česká národní fotbalová liga 1981/1982 – 14. místo
- 1982/83 – 2. česká národní fotbalová liga 1982/1983 – 15. místo – sestup
- 1989/90 – 2. česká národní fotbalová liga 1989/90 – 6. místo
- 1990/91 – 2. česká národní fotbalová liga 1990/91 – 2. místo
- 2003/04 – Česká fotbalová liga 2003/04 – 2. místo
- 2004/05 – Česká fotbalová liga 2004/05 – 4. místo
- 2005/06 – Česká fotbalová liga 2005/06 – 14. místo
- 2006/07 – Česká fotbalová liga 2006/07 – 12. místo
- 2007/08 – Česká fotbalová liga 2007/08 – 11. místo
- 2008/09 – Česká fotbalová liga 2008/09 – 17. místo – sestup
- 2009/10 – Divize C – 8. místo
- 2010/11 – Divize C – 6. místo
- 2011/12 – Divize C – 14. místo
- 2012/13 – Divize C – 13. místo
- 2013/14 – Divize C – 12. místo
- 2014/15 – Divize C – 13. místo – sestup
- 2015/16 – Krajský přebor Královéhradeckého kraje – 2. místo – postup
- 2016/17 – Divize C – 16. místo – sestup
- 2017/18 – Krajský přebor Královéhradeckého kraje – 1. místo – postup
- 2018/19 – Divize C – 14. místo
- 2019/20 – Divize C – 2. místo (sezóna byla ukončena po 16 kolech)
- 2020/21 – Divize C – 2. místo (sezóna byla ukončena po 8 kolech)
- 2021/22 – Divize C – 12. místo
- 2022/23 – Divize C – 16. místo – sestup
- 2023/24 – Krajský přebor Královéhradeckého kraje – 3. místo
- 2024/25 – Krajský přebor Královéhradeckého kraje – 1. místo – postup
- 2025/26 – Divize C

## Klubové rekordy

### Nejvíce zápasů v lize
František Mareš I 117,
Jaroslav Nývlt 112,
Jaroslav Dobeš	107,
Karel Zítko	101,
František Stejskal 93,
František Kuchta	92,
Oldřich Nývlt	91,
Karel Schloger	74,
Rudolf Kos	71,
Rudolf Šafr	65

### Nejvíce gólů v lize
František Kuchta	53,
Karel Schloger	47,
Oldřich Nývlt	30,
Emil Habelt 	17,
František Benda I 16,
Josef Tichý II	16,
Jindřich Čermák 12,
Rudolf Toman	12,
Štefan Bíro	11,
Ludvík Koubek	10,

## Historické názvy
- 1902 — SK Náchod
- 1947 — DSO Sokol Tepna Náchod-Plhov
- 1948 — DSO Sokol Rubena Náchod sloučení s SK Kudrnáč Náchod
- 1961 — TJ Jiskra Náchod
- 1963 — TJ Jiskra Tepna Náchod
- 1964 — TJ Tepna Náchod
- 1974 — TJ Náchod
- 1994 — SK SOMOS Náchod
- 2001 — FK Náchod-Deštné sloučení s TJ Sokol Deštné v Orl. horách
- 2011 — FK Náchod

## Soupiska
| #  | Pozice | Hráč              |
| -- | ------ | ----------------- |
| 20 | B      | Jiří Hladík       |
| 1  | B      | František Baláž   |
| 4  | O      | Lukáš Knap        |
| 6  | O      | Josef Locker      |
| 13 | O      | Daniel Král       |
| 17 | O      | Martin Punar      |
| 19 | O      | Ladislav Kudláček |
| 8  | Z      | Adam Čejchan      |

| #  | Pozice | Hráč                      |
| -- | ------ | ------------------------- |
| 10 | Z      | Patrik Simon              |
| 7  | Z      | Denis Hrubý               |
| 9  | Z      | Jan Havlena               |
| 16 | Z      | Marek Brich               |
| 11 | Z      | Dominik Nejman            |
| 7  | Ú      | Michal Rojšl              |
| 12 | Ú      | Martin Malý               |
| 18 | Ú      | Kamil Mariusz Kudasiewicz |